# Dina Sassoli
Dina Sassoli (Rimini, 15 agosto 1920 – Roma, 24 marzo 2008) è stata un'attrice italiana.

## Biografia
Debutta giovanissima a soli 19 anni e dopo due anni è la protagonista del film Promessi sposi del 1941 di Mario Camerini. La sua interpretazione di Lucia la rende una delle dive più note del cinema italiano nel periodo fascista e conosciuta anche al di fuori dei confini nazionali.
Si sposa nel 1941 con Silvano Castellani, un giornalista antifascista ricercato, che muore nel 1945, e per quegli anni abbandona temporaneamente il cinema. Famosa è stata la sua tormentata storia sentimentale con Massimo Serato che infine la lasciò per Anna Magnani.
Torna al cinema nel primo dopoguerra e negli anni cinquanta si dedica al teatro. 
Ha recitato in circa cinquanta film diretta da registi come Luigi Comencini, Giuseppe Bertolucci, Giuliano Montaldo, Mario Mattoli, Alberto Lattuada, Camillo Mastrocinque, Alessandro Blasetti accanto ad attori come Eduardo De Filippo, Peppino De Filippo, Vittorio De Sica, Aldo Fabrizi, Gino Cervi, Aroldo Tieri, Massimo Girotti, Eleonora Rossi Drago, Cesco Baseggio, Valentina Cortese, Clara Calamai, Amedeo Nazzari, Ruggero Ruggeri, Antonio Centa.
Ha lavorato anche in teatro con grandi compagnie accanto ad attori del calibro di Vittorio Gassman, Anna Proclemer, Gino Cervi e Gabriele Lavia.
In TV è da ricordare soprattutto per l'interpretazione nello sceneggiato televisivo del 1972 Sorelle Materassi con la regia di Mario Ferrero.

## Filmografia

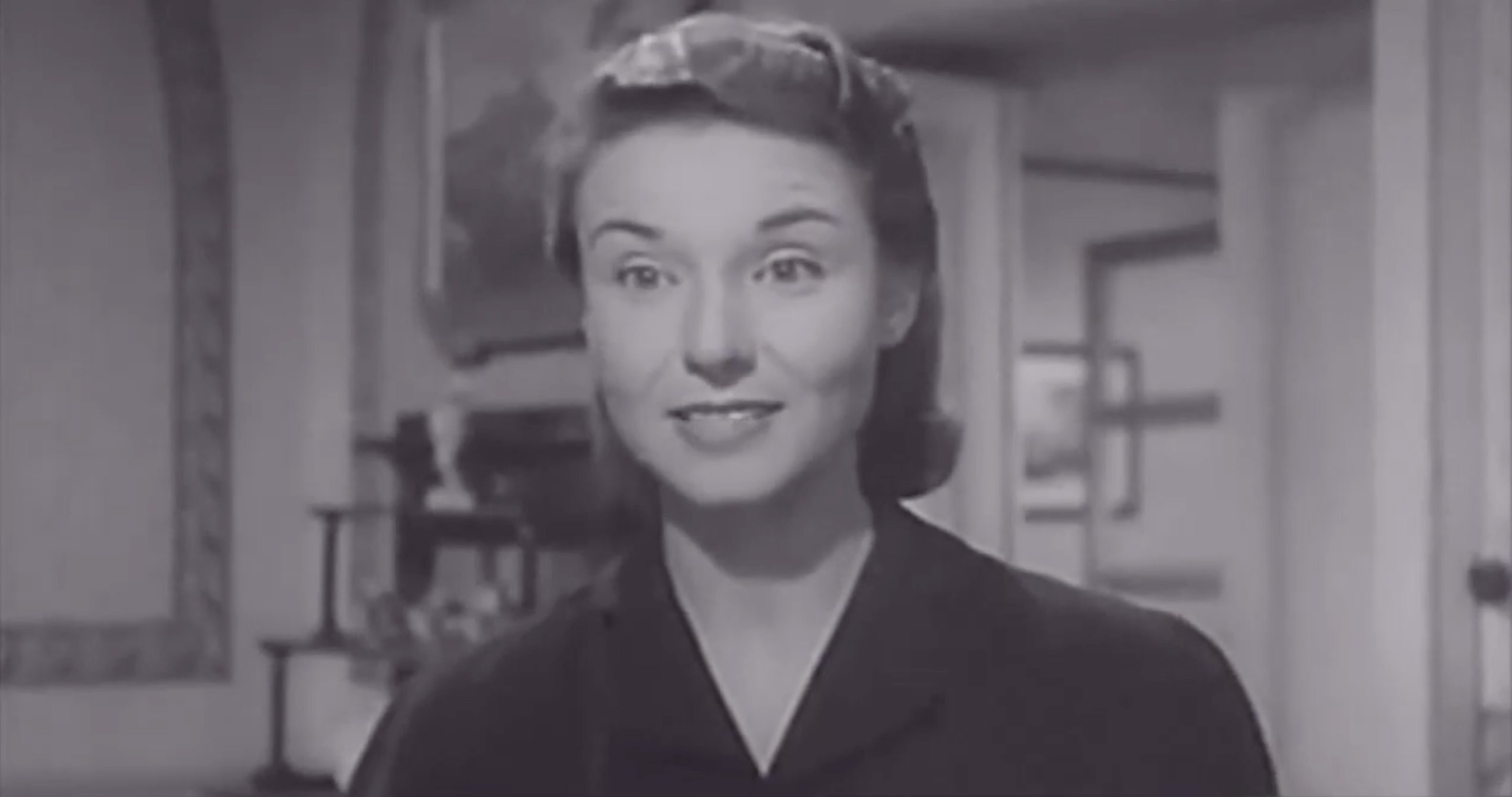
Dina Sassoli in Signorinella (1949)

- Papà Lebonnard, regia di Jean de Limur (1939)
- Io, suo padre, regia di Mario Bonnard (1939)
- Follie del secolo, regia di Amleto Palermi (1939)
- Alessandro, sei grande!, regia di Carlo Ludovico Bragaglia (1940)
- Kean, regia di Guido Brignone (1940)
- Miseria e nobiltà, regia di Corrado D'Errico (1940)
- I promessi sposi, regia di Mario Camerini (1941)
- Capitan Tempesta, regia di Corrado D'Errico (1942)
- Il leone di Damasco, regia di Corrado D'Errico ed Enrico Guazzoni (1942)
- Colpi di timone, regia di Gennaro Righelli (1942)
- Perdizione, regia di Carlo Campogalliani (1942)
- La morte civile, regia di Ferdinando Maria Poggioli (1942)
- Don Giovanni, regia di Dino Falconi (1942)
- Nessuno torna indietro, regia di Alessandro Blasetti (1943)
- Canto, ma sottovoce..., regia di Guido Brignone (1945)
- Due lettere anonime, regia di Mario Camerini (1946)
- Felicità perduta, regia di Filippo Walter Ratti (1946)
- Pian delle stelle, regia di Giorgio Ferroni (1946)
- Un giorno nella vita, regia di Alessandro Blasetti (1946)
- Umanità, regia di Jack Salvatori (1946)
- Il cavaliere del sogno, regia di Camillo Mastrocinque (1946)
- La mascotte dei diavoli blu, regia di Carlo Baltieri (1948)
- Il mulino del Po, regia di Alberto Lattuada (1948)
- Rondini in volo, regia di Luigi Capuano (1949)
- Signorinella, regia di Mario Mattoli (1949)
- La roccia incantata, regia di Giulio Morelli (1949)
- Cameriera bella presenza offresi..., regia di Giorgio Pàstina (1951)
- L'ultima sentenza , regia di Mario Bonnard (1951)
- I figli non si vendono, regia di Mario Bonnard (1952)
- La morte è discesa troppo presto (L'Envers du paradis), regia di Edmond Greville (1953)
- Tormento di anime, regia di Cesare Barlacchi (1953)
- La prigioniera di Amalfi, regia di Giorgio Cristallini (1954)
- Scaramouche, regia di Daniele D'Anza (1965)
- Rosina Fumo viene in città... per farsi il corredo, regia di Claudio Gora (1972)
- Fratello ladro, regia di Pino Tosini (1972)
- L'Agnese va a morire, regia di Giuliano Montaldo (1976)
- Circuito chiuso, regia di Giuliano Montaldo (1978)
- Oggetti smarriti, regia di Giuseppe Bertolucci (1980)
- Voltati Eugenio, regia di Luigi Comencini (1980)
- La Storia, regia di Luigi Comencini (1986)

### Doppiatrici
- Lydia Simoneschi in Kean, La roccia incantata

## Prosa teatrale
- Assassinio nella cattedrale, di T. S. Eliot, regia di Mario Ferrero, Verona, Chiostro di San Bernardino, 19 agosto 1955.
- Il mercante di Venezia, di William Shakespeare, regia di Mario Ferrero, Verona, Teatro Romano, 22 agosto 1955.
- Kean, genio e sregolatezza di Alexandre Dumas, regia di Vittorio Gassman, prima al Teatro Carignano di Torino il 14 dicembre 1955.
- Otto donne, di Robert Thomas, regia di Mario Ferrero, Reggio Emilia, Teatro Municipale, 9 ottobre 1962.
- Croque Monsieur di Marcel Mithois, regia di Daniele D'Anza, stagione teatrale 1965/1966.
- Le lacrime amare di Petra von Kant, di Rainer Werner Fassbinder, regia di Mario Ferrero, Roma, Piccolo Eliseo, 23 aprile 1979.

## Prosa televisiva RAI
- Kean, regia di Vittorio Gassman, Luciano Lucignani e Franco Enriquez, trasmessa il 29 aprile 1955.
- Il mercante di Venezia, regia di Mario Ferrero, trasmessa il 29 luglio 1955.
- Assassinio nella cattedrale, regia di Mario Ferrero, trasmessa il 19 agosto 1955.
- L'ospite senza invito, teledramma di Charels Cordier, regia di Vittorio Brignole, trasmessa il 26 settembre 1955.
- I giorni più felici della vita, regia di Tino Buazzelli, trasmessa il 21 aprile 1958.
- Giulio Cesare, regia di Sandro Bolchi, trasmessa il 19 febbraio 1965.
- Melissa regia di Daniele D'Anza (1966)
- Il nemico del popolo, regia di Sandro Sequi, trasmessa il 2 febbraio 1973.
- Un uomo di spirito, regia di Giacomo Colli, trasmessa il 21 agosto 1973.
- Il commissario De Vincenzi (un episodio, 1974, serie televisiva)
- I vecchi e i giovani, regia di Marco Leto, trasmessa nel 1979.
- Hedda Gabler, regia di Maurizio Ponzi, trasmessa il 15 marzo 1980.